# 哀歌 (ELEGY)
《哀歌（ELEGY）》（日語：／羅馬拼音：／英文：Elegy），日本男歌手平井堅的第25張單曲。2007年1月17日發行。

## 概述
- 連續兩個月發行的第一彈單曲。
- 為電影《愛的流刑地》量身打造主題歌，首次以女性觀點寫下歌詞。
- 發行日2007年1月17日恰好為平井堅的35歲生日。

## 收錄曲目
1. 哀歌（ELEGY）
  - 作詞、作曲：平井堅／編曲：龜田誠治
  - 電影《愛的流刑地》主題歌
2. Kiss
  - 作詞、作曲：平井堅／編曲：石成正人
3. POP STAR ～winter lover version～
4. 哀歌（ELEGY）～less vocal～

## 外部連結
Sony Music的作品介紹
- 通常盤（页面存档备份，存于）